# 银萼龙胆
银萼龙胆（学名：Gentiana albicalyx）为龙胆科龙胆属的植物，是中国的特有植物。分布于中国大陆的西藏等地，生长于海拔2,600米至4,500米的地区，常生长在山坡草地，目前尚未由人工引种栽培。

## 异名
- Gentiana capitata Buch.-Ham. ex D. Don var. strobiliformis C. B. Clarke